# اورستس (پدر رومولوس آگوستولوس)
اورستس (انگلیسی: Orestes; ۱ ژانویهٔ ۰۴۲۰ – ۸ اوت ۴۷۶) افسر (نیروهای مسلح)، و سیاستمدار اهل روم باستان بود.